# گونتر شابفسکی
گونتر شابفسکی (آلمانی: Günter Schabowski؛ ۴ ژانویهٔ ۱۹۲۹ – ۱ نوامبر ۲۰۱۵) یک سیاست‌مدار اهل آلمان بود.

## دیوار برلین
در اکتبر ۱۹۸۹ شابفسکی بعنوان سخنگوی دولت آلمان شرقی انتخاب شد. در ۹ نوامبر ۱۹۸۹ شابفسکی، کنفرانس مطبوعاتی حاضر شد تا به سوالات خبرنگاران پاسخ دهد. در کاغذی که به او داده شده بود دربارهٔ قوانین موقت سفر توضیحاتی داده شده بود. در کاغذ گفته شده بود که شهروندان آلمان شرقی می‌توانند بدون رفتن به کشور سومی تقاضای ورود به آلمان غربی دهند. اتفاقی که تا ۲۸ سال پیش از آن امکان‌پذیر نبود. (۱۴۰ نفر جانشان را به خاطر عبور از دیوار برلین از دست داده بودند و هزاران نفر به زندان انداخته شدند)
متن قرار بود که فردا آن روز اجرا شود. اما شابافسکی بعد از خواندن متن با سؤالی از خبرنگاری رو به رو شد که از چه زمان اجرایی خواهد بود. او که اطلاع نداشت که از فردا قرار بود این تغییرات اضافه شود با کمی مکث گفت «تا جایی که من می‌دانم… از همین الان… بدون تأخیر»
با پخش این خبر، افراد زیادی از مردم شرق برلین به سمت دیوار رفتند و خواستار عبور از مرز بودند. در ابتدا تعداد مأمورین پلیس بیشتر از جمعیت بود اما به زودی مردم بسیار زیادی به سمت دیوار برلین آمده بودند. بالاخره در ۱۱:۳۰ نیم شب مأموران در ورودی را باز کردند و مجبور شدند به مردم اجازه ورود به برلین غربی را بدهند.
ویکتور سبستین، مورخ، عنوان کرد بعد از آن جمله شابفسکی باعث از بین بردن موجودیت آلمان شرقی شد. حتی همکاران شابافسکی مشکوک بودند که او شاید جاسوس آمریکا یا آلمان غربی بوده‌است.

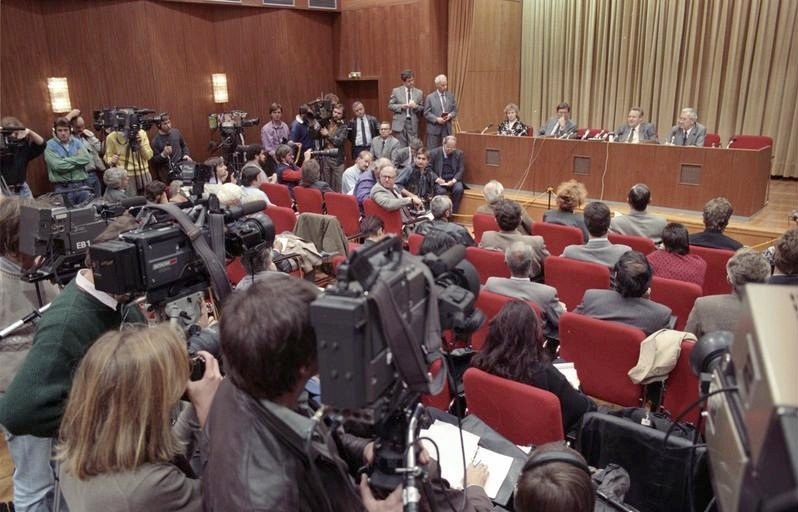
شابفسکی (نفر دوم از راست) در کنفرانس مطبوعاتی در ۹ نوامبر ۱۹۸۹.